# 楠木正成
楠木正成（日语：／ Kusunoki Masashige，？—1336年7月4日），幼名多闻丸，明治時代起尊称大楠公，為镰仓幕府末期到南北朝时期的武将。楠木正成一生竭力效忠後醍醐天皇，在湊川之戰陣亡。后世以其為忠臣與軍人之典範，被視為軍神。原官位正五位，1880年追贈正一位。此外，楠木正成與源平合戰时期的源義經、戰國末年的真田信繁並列日本历史上的三大「末代」悲劇英雄。

## 經歷
楠木一脉源出以橘諸兄为始祖的橘氏，出生於河内国石川郡赤坂村（現大阪府南河内郡千早赤阪村）。根據江戶時代學者賴山陽在《日本外史》的推測，楠木正成在永仁二年（1294年）出生，但未有確實支持。早年的生活記載甚少。
元弘元年（1331年）後醍醐天皇密谋剷除镰仓幕府，不料计划敗露，后醍醐天皇遂喬扮女装帶著三神器逃出京都，号召各地豪强起兵勤王，開啟元弘之亂的序幕。楠木正成在下赤坂城起兵響應。
虽然后醍醐天皇很快兵败，被流放至隐岐岛，楠木正成與護良親王仍展開抗戰，用巧妙的游擊战法以小部队死死拖住幕府六波罗探题主力大军。楠木正成死守千早城，利用游擊戰與幕府軍交鋒，成功擊退對手(千早城之战）。1333年，后醍醐自隐岐岛脱逃，幕府大将足利尊氏阵前倒戈，灭六波羅探題部隊。新田义贞亦乘机起兵关东，灭亡镰仓幕府。
當後醍醐天皇實行建武新政時，楠木正成出任記錄所寄人、雜訴決斷所奉行人以及河内、和泉守護。在建武新政期間，楠木正成獲得天皇信任，與結城親光、名和長年及千種忠顯合稱「三木一草」。
建武元年（1334年）冬，楠木正成出兵討伐北條氏的餘黨，護良親王乘機發動政變，試圖推翻天皇，但失敗被捕，之後楠木正成辭退多種建武新政的職務。
建武二年（1335年），足利尊氏反叛朝廷，楠木正成与新田义贞起兵讨伐，新田義貞在箱根竹之下之戰战败，足利軍迫京都。但是不久之后，在北畠显家的支援下，楠木正成奇蹟般地击破足利大军，守住京都。
1336年，足利尊氏在九州重整旗鼓，再次以大军进逼京都。楠木正成建議遷都以疲敌军，但是该计划被后醍醐天皇否决。天皇命楠木正成聽從新田义贞的指揮迎戰足利軍。楠木正成明知此戰必敗但仍捨命出戰。传说，在行军途中，楠木正成与儿子楠木正行在樱井驿告别，史称“樱井之别”。率领少数亲兵在湊川之戰中迎击足利直义大军，戰敗之際留下遺言「我願意七次轉世報效國家」（七生報國），與其弟楠木正季互刺而死。
楠木正成妻子久子在丈夫與長男正行死後逃離河內，隱居於美濃国伊自良村長瀧釜谷奧之院。

## 死後的影響
永祿二年（1559年），自稱是楠木正成子孫的楠木正虎向朝廷捐輸金錢，並請求平反祖先楠木正成被室町幕府列為朝敵的污名，獲正親町天皇的敕許。
江戶時代，在水戶藩主德川光圀的影響下，楠木正成成為忠臣的典範。此外軍事學家亦研究楠木正成的游擊戰術，楠木流的軍學成為了當時的主流。江戶時代末期的尊王攘夷人士經常參拜楠木正成之墓。
明治維新之後，明治天皇為表彰楠木正成忠貞報國、捍衛皇室的功勞，特地在楠木正成戰死地湊川（位於今 兵庫縣神戶市中央區）建立湊川神社以奉祀殉難的楠木正成及楠木一族，並在東京皇居外苑樹立楠木正成的銅像，靖國神社的招魂社亦因此情況而成立。

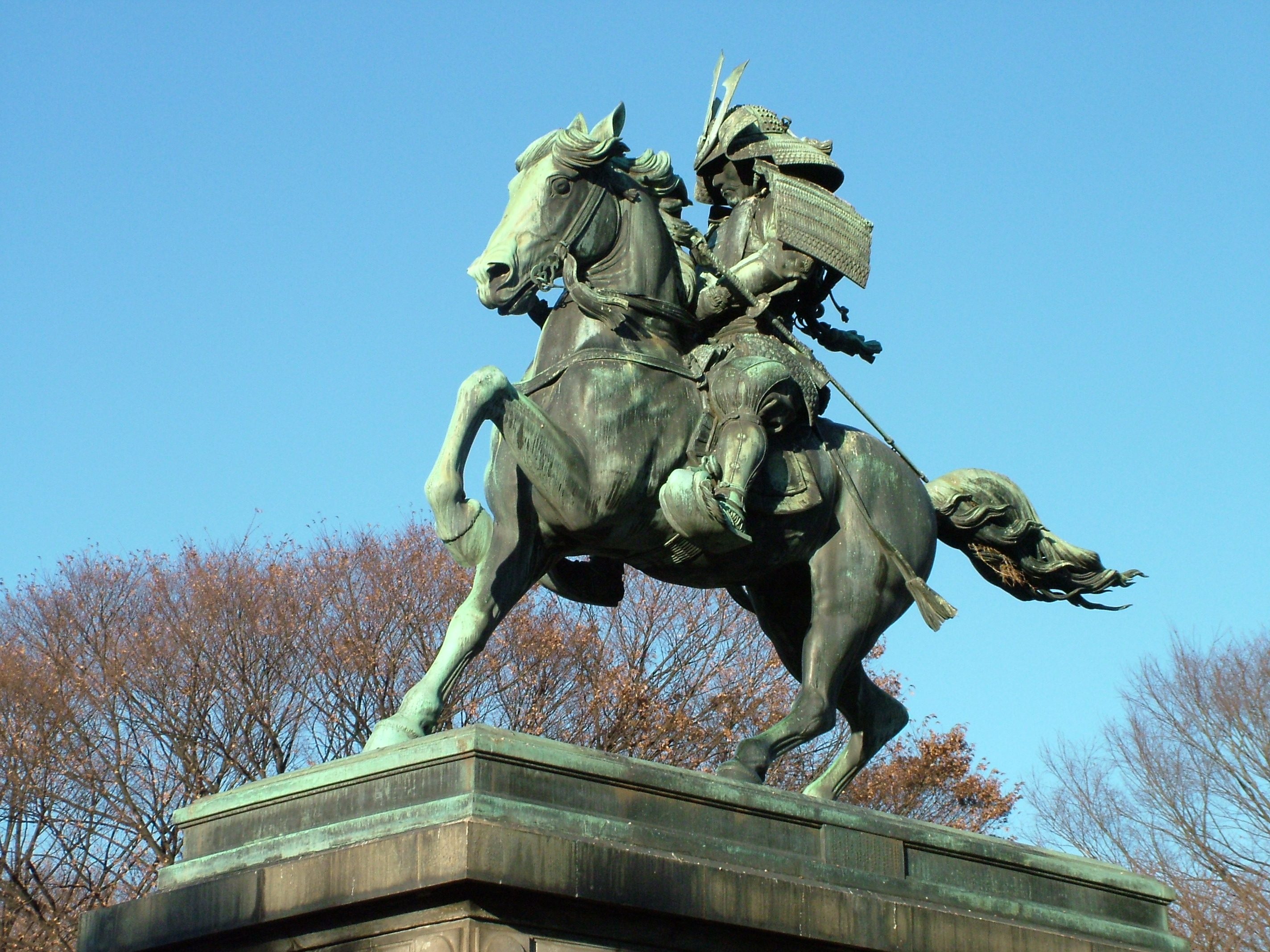
東京皇居外苑楠木正成騎馬像

楠木正成遺言「七生報國」在二次大戰時，成為日軍的精神格言，尤其為神風特攻隊所奉。戰后史學者在研究上多強調其「惡黨」身份。此處的「惡黨」一詞專指歷史上鎌倉幕府對武力反抗體制者的稱呼，與現代日語的用法有一定差別。

## 登場作品
小說
- 楠木正成（中央公論新社、直木三十五著）
- 私本太平記（日语：私本太平記）（講談社、吉川英治著）
- 新太平記（講談社、山岡莊八著）
- 楠木正成―太平記 智勇的武將（講談社、濱野卓也（日语：浜野卓也）著）
- 大楠公 楠木正成（德間書店、大佛次郎著）
- 楠木正成：為大義而生的武將實像（PHP研究所、土橋治重（日语：土橋治重）著）
- 楠木正成與足利尊氏（PHP研究所、嶋津義忠（日语：嶋津義忠）著）
- 錦之燃燒 楠木正成（Tachibana（日语：たちばな出版）、吉川寅二郎著）
- 葛之楠木（新潮社、高橋直樹（日语：高橋直樹 (作家)）著）
- 楠木正成（真樹社、邦光史郎（日语：邦光史郎）著）
- 楠木正成（河出書房新社、大谷晃一（日语：大谷晃一）著）
- 楠木正成（致知出版社、童門冬二（日语：童門冬二）著）
- 楠木正成（中央公論新社、北方謙三著）
- 楠木正成（大陸書房、杜山悠著）
- 逆撃 楠木正成（中央公論新社、柘植久慶（日语：柘植久慶）著）
- 武士之國（中央公論新社、天野純希（日语：天野純希）著）
- 楠木正成 夢之花（叢文社、吉川佐賢著）
- 婆娑羅太平記：道譽與正成（集英社、安部龍太郎著）
- 軍神的血脈 楠木正成秘傳（講談社、高田崇史（日语：高田崇史）著）
- 惡黨之戰（講談社、金重明（日语：金重明）著）
- 蟠龍昇天：楠木正成英雄傳（哲山堂、理崎啓著）

傳統藝能
- 櫻井（喜多流能樂）
- 櫻井站（金剛流能樂）
- 楠露（觀世流能樂）
- 楠公櫻井的訣別（淨瑠璃）

影視劇
- 楠正成櫻井站（1911年、百代（日语：M・パテー商会）、演：川上音二郎）
- 大楠公（1921年、日活、演：尾上松之助）
- 大楠公夫人（1921年、牧野（日语：牧野教育映画製作所）、演：內田吐夢）
- 楠公父子（1933年、太秦、演：早川雪洲）
- 小楠公與其母（日语：小楠公とその母）（1936年、日本合同映畫、演：草間實）
- 大楠公（1940年、日活、演：阪東妻三郎）
- 楠公二代誠忠錄（1958年、新東寶、演：若山富三郎）
- 大楠公（1959、MBS、演：小柴幹治）
- 太平記（1991年、NHK大河劇、演：武田鐵矢）

歌謠
- 櫻井的訣別（日语：桜井の訣別）（詞：落合直文、曲：奧山朝恭）
- 大楠公～嗚呼、湊川～（唱：田中菊美）

漫畫
- 南木戰記（集英社、內野正宏作）
- 太平記（講談社、橫山正雄（日语：横山まさみち）作）
- 山賊王（日语：山賊王）（講談社、澤田博文（日语：沢田ひろふみ）作）
- 楠木正成繪卷〜為了君王〜（講談社、飴霰（日语：飴あられ）作）
- 朝霧的巫女（少年畫報社、宇河弘樹（日语：宇河弘樹）作）
- 劇畫大楠公（日语：劇画大楠公）（第三文明社、天王洲一八作・寶城優希（日语：三輪修平）畫）
- Bandit～偽傳太平記～（日语：バンデット -偽伝太平記-）（講談社、河部真道作）
- 擅長逃跑的殿下（集英社、松井優征作）

## 外部連結
- 湊川神社官方網站 （页面存档备份，存于）（日語）